# Eaman al-Gobory
Eaman al-Gobory (àrab: إيمان الجبوري, Īmān al-Jubūrī) és la cap mèdica oficial de l'Organització Internacional per a les Migracions, una organització d'ajuda internacional a l'Iraq.
Es va graduar de la facultat de medicina a Bagdad, Iraq però no es va voler unir al Partit Baas de Saddam Hussein, per la qual cosa se'n va anar de l'Iraq per a treballar al Iemen. El 2003 va retornar a l'Iraq després de començar la guerra de l'Iraq de 2003, i hi va treballar en una sala d'urgències. Més endavant del 2003 va començar a treballar a l'Organització Internacional per a les Migracions, que fa el que cal perquè la gent rebi tractament mèdic en hospitals en dinou països. Eaman se centra en tractar nens iraquians, buscant aquells que necessiten cures especialitzades i organitzant-les-hi, així com treballant per millorar l'atenció mèdica a l'Iraq.
Va rebre el Premi Internacional Dona Coratge el 2008.